# Noyers-sur-Jabron
Noyers-sur-Jabron é uma comuna francesa na região administrativa da Provença-Alpes-Costa Azul, no departamento dos Alpes da Alta Provença. Estende-se por uma área de 56,58 km². Em 2010 a comuna tinha 533 habitantes (densidade: 9,4 hab./km²).